# ノーンセーン郡 (ウドーンターニー県)
座標: 北緯17度10分3秒 東経102度46分50秒 / 北緯17.16750度 東経102.78056度
ノーンセーン郡（ノーンセーンぐん）はタイ東北部・ウドーンターニー県にある郡（アムプー）である。

## 名称
ノーンセーンとは「光の沼」と言う意味である。

## 歴史
この地域は元々クムパワーピー郡に属していた。1981年1月1日、タムボン・ノーンセーンとタムボン・セーンサワーンがクムパワーピー郡から分離しノーンセーン分郡（キンアムプー）となった。1983年1月1日分郡は、郡に昇格した。

## 地理
郡の中心部はプー・フォーイロムと呼ばれる山の中腹にある。この山の山頂にはターン・ガーム公園があり滝などを観察することができる。郡の主要な川は、サームパート川、コーン川、コーンシー川である。
交通は国道2313号線が南北に通っており、北にウドンターニー方面、クムパワーピー方面とつながっている。

## 経済
郡内の主な産業は農業である。郡の主な農産物はコメ、サトウキビ、パラゴムノキ、観賞用の花などである。

## 行政区分
郡は4のタムボンに分かれ、さらにその下位に38の村（ムーバーン）がある。自治体（テーサバーン）があり以下のようになっている。
- テーサバーンタムボン・セーンサワーン・・・タムボン・セーンサワーンの一部

また、郡内には4のタムボン行政体（オンカーンボーリハーンスワンタムボン）がある。
1. タムボン・ノーンセーン・・・ตำบลหนองแสง
2. タムボン・セーンサワーン・・・ตำบลแสงสว่าง
3. タムボン・ナーディー・・・ตำบลนาดี
4. タムボン・タップクン・・・ตำบลทับกุง